# 境港市

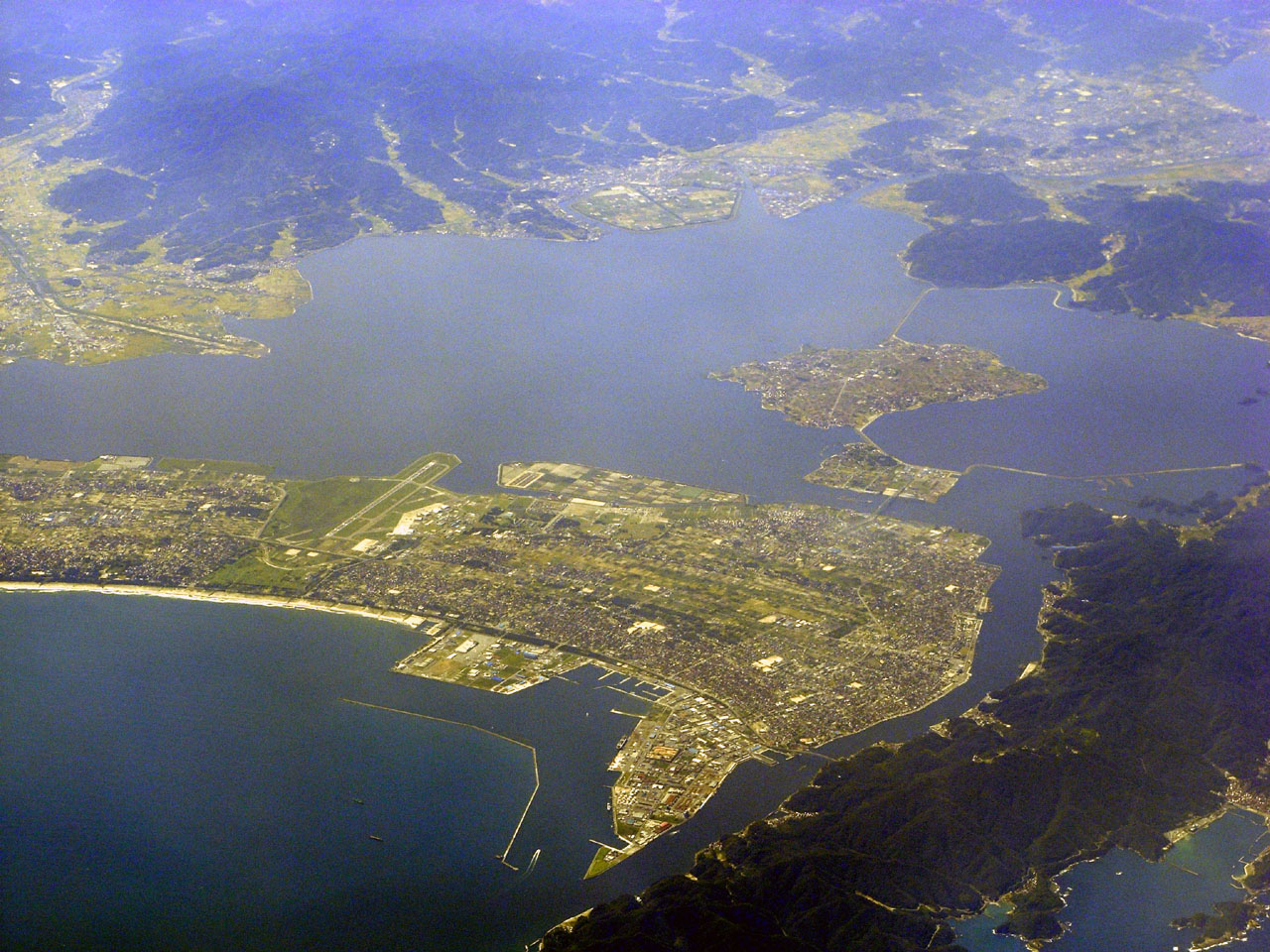
日本海の方向から撮影した境港市空撮画像。手前側の植物の多い部分は島根県。写真の右下の湾が美保湾。写真奥の水域が中海で、ここにある江島や大根島などの島々も島根県。その中海の対岸側の陸地も全て島根県である。写真の中央部やや左に米子空港の滑走路が写っており、この付近が米子市との行政境界である。

境港市（さかいみなとし）は、中国地方の北部に位置する鳥取県の西部の市で、日本海側の重要港湾として栄えてきた街である。
白砂青松の続く弓ヶ浜半島は東南にそびえる大山を背景に風光明媚な景観を呈しており、「日本の白砂青松100選」や「日本の渚100選」に選ばれている。
日本の著名な漫画家の水木しげるの出身地でもあり、代表作の『ゲゲゲの鬼太郎』に登場するキャラクターの銅像がならぶ水木しげるロード、市が発行する住民票の写しの透かしに『ゲゲゲの鬼太郎』に登場するキャラクターが使われていること、境線に「鬼太郎列車」が運転されていることでも有名である。
鳥取県内で最も人口が少ない市であるが、中国地方の市で最も面積が狭い。
市名の読みは「さかいみなと」であるが、市民は「さかえ」と呼ぶことも多い（境港市の管理施設に「さかえ公園」があり資料には親しみを込めて名付けられたとしている）。かつての境村、境町の読み方の名残である。アメダスの観測ポイントは「境（さかえ）」である。一方で港湾の方の「境港」は「さかいこう」と呼ぶ。

## 地理

港付近の空中写真。港の一部が写真の右下の部分に写っており、美保湾に面している。写真中央の水域は境水道で、写真の左へ境水道を進むと中海に出る。なお、写真上部の緑の多い部分は島根県の一部である。2009年6月26日撮影の25枚を合成作成。

大型の砂州である弓ヶ浜半島の北端に位置し、三方を中海と日本海、これらを繋ぐ境水道とに囲まれている。境水道を隔ててまたは江島大橋を渡り、島根県の松江市（旧美保関町・旧八束町）と接する。境港市は砂州上に立地しており、平均海抜2mと非常に低く、平坦な土地でもある。

### 隣接する自治体
- 鳥取県米子市
- 島根県松江市

### 町名
| 渡 - 渡町 - 森岡町 外江 - 外江町 - 清水町 - 芝町 境 - 朝日町 - 相生町 - 栄町 - 末広町 - 松ヶ枝町 - 入船町 - 花町 - 東雲町 - 岬町 - 本町 - 東本町 - 中町 - 日ノ出町 - 京町 - 明治町 - 馬場崎町 - 大正町 - 浜ノ町 - 弥生町 - 蓮池町 - 米川町 | - 昭和町 上道 - 上道町 - 湊町 - 元町 余子 - 中野町 - 福定町 - 竹内町 - 高松町 - 誠道町 - 美保町 中浜 - 新屋町 - 麦垣町 - 三軒屋町 - 幸神町 - 小篠津町 - 財ノ木町 - 佐斐神町 |

### 人口
| |                                        |  |
| 境港市と全国の年齢別人口分布（2005年） | 境港市の年齢・男女別人口分布（2005年） |  |
| ■紫色 ― 境港市 ■緑色 ― 日本全国 | ■青色 ― 男性 ■赤色 ― 女性              |  |
| 境港市（に相当する地域）の人口の推移 \| 1970年（昭和45年） \| 34,145人 \| \| \| 1975年（昭和50年） \| 35,821人 \| \| \| 1980年（昭和55年） \| 37,278人 \| \| \| 1985年（昭和60年） \| 37,351人 \| \| \| 1990年（平成2年） \| 37,282人 \| \| \| 1995年（平成7年） \| 37,365人 \| \| \| 2000年（平成12年） \| 36,843人 \| \| \| 2005年（平成17年） \| 36,459人 \| \| \| 2010年（平成22年） \| 35,259人 \| \| \| 2015年（平成27年） \| 34,174人 \| \| \| 2020年（令和2年） \| 32,740人 \| \| |                                        |  |
| 総務省統計局 国勢調査より |                                        |  |
| 1970年（昭和45年） | 34,145人                               |  |
| 1975年（昭和50年） | 35,821人                               |  |
| 1980年（昭和55年） | 37,278人                               |  |
| 1985年（昭和60年） | 37,351人                               |  |
| 1990年（平成2年） | 37,282人                               |  |
| 1995年（平成7年） | 37,365人                               |  |
| 2000年（平成12年） | 36,843人                               |  |
| 2005年（平成17年） | 36,459人                               |  |
| 2010年（平成22年） | 35,259人                               |  |
| 2015年（平成27年） | 34,174人                               |  |
| 2020年（令和2年） | 32,740人                               |  |

### 気候
| 境特別地域気象観測所（境港市東本町、標高2m）の気候           | 境特別地域気象観測所（境港市東本町、標高2m）の気候 | 境特別地域気象観測所（境港市東本町、標高2m）の気候 | 境特別地域気象観測所（境港市東本町、標高2m）の気候 | 境特別地域気象観測所（境港市東本町、標高2m）の気候 | 境特別地域気象観測所（境港市東本町、標高2m）の気候 | 境特別地域気象観測所（境港市東本町、標高2m）の気候 | 境特別地域気象観測所（境港市東本町、標高2m）の気候 | 境特別地域気象観測所（境港市東本町、標高2m）の気候 | 境特別地域気象観測所（境港市東本町、標高2m）の気候 | 境特別地域気象観測所（境港市東本町、標高2m）の気候 | 境特別地域気象観測所（境港市東本町、標高2m）の気候 | 境特別地域気象観測所（境港市東本町、標高2m）の気候 | 境特別地域気象観測所（境港市東本町、標高2m）の気候 |
| 月                                                           | 1月                                                | 2月                                                | 3月                                                | 4月                                                | 5月                                                | 6月                                                | 7月                                                | 8月                                                | 9月                                                | 10月                                               | 11月                                               | 12月                                               | 年                                                 |
| ------------------------------------------------------------ | -------------------------------------------------- | -------------------------------------------------- | -------------------------------------------------- | -------------------------------------------------- | -------------------------------------------------- | -------------------------------------------------- | -------------------------------------------------- | -------------------------------------------------- | -------------------------------------------------- | -------------------------------------------------- | -------------------------------------------------- | -------------------------------------------------- | -------------------------------------------------- |
| 最高気温記録 °C （°F）                                       | 19.7 (67.5)                                        | 24.6 (76.3)                                        | 27.5 (81.5)                                        | 31.2 (88.2)                                        | 32.9 (91.2)                                        | 36.5 (97.7)                                        | 37.5 (99.5)                                        | 38.5 (101.3)                                       | 36.9 (98.4)                                        | 33.6 (92.5)                                        | 27.7 (81.9)                                        | 23.4 (74.1)                                        | 38.5 (101.3)                                       |
| 平均最高気温 °C （°F）                                       | 8.3 (46.9)                                         | 9.2 (48.6)                                         | 12.8 (55)                                          | 18.4 (65.1)                                        | 23.1 (73.6)                                        | 26.0 (78.8)                                        | 29.9 (85.8)                                        | 31.5 (88.7)                                        | 27.0 (80.6)                                        | 22.1 (71.8)                                        | 16.7 (62.1)                                        | 11.0 (51.8)                                        | 19.7 (67.5)                                        |
| 日平均気温 °C （°F）                                         | 4.9 (40.8)                                         | 5.3 (41.5)                                         | 8.3 (46.9)                                         | 13.3 (55.9)                                        | 18.1 (64.6)                                        | 21.8 (71.2)                                        | 25.9 (78.6)                                        | 27.3 (81.1)                                        | 23.2 (73.8)                                        | 17.8 (64)                                          | 12.4 (54.3)                                        | 7.3 (45.1)                                         | 15.5 (59.9)                                        |
| 平均最低気温 °C （°F）                                       | 1.7 (35.1)                                         | 1.6 (34.9)                                         | 3.9 (39)                                           | 8.4 (47.1)                                         | 13.6 (56.5)                                        | 18.4 (65.1)                                        | 22.9 (73.2)                                        | 24.1 (75.4)                                        | 20.0 (68)                                          | 13.8 (56.8)                                        | 8.4 (47.1)                                         | 3.9 (39)                                           | 11.7 (53.1)                                        |
| 最低気温記録 °C （°F）                                       | −9.7 (14.5)                                        | −8.2 (17.2)                                        | −5.6 (21.9)                                        | −2.1 (28.2)                                        | 1.8 (35.2)                                         | 7.0 (44.6)                                         | 12.0 (53.6)                                        | 14.5 (58.1)                                        | 8.3 (46.9)                                         | 2.3 (36.1)                                         | −1.4 (29.5)                                        | −7.9 (17.8)                                        | −9.7 (14.5)                                        |
| 降水量 mm （inch）                                           | 188.4 (7.417)                                      | 136.0 (5.354)                                      | 139.7 (5.5)                                        | 111.2 (4.378)                                      | 123.3 (4.854)                                      | 170.8 (6.724)                                      | 215.2 (8.472)                                      | 140.9 (5.547)                                      | 212.8 (8.378)                                      | 133.5 (5.256)                                      | 145.9 (5.744)                                      | 193.2 (7.606)                                      | 1,903.3 (74.933)                                   |
| 降雪量 cm （inch）                                           | 32 (12.6)                                          | 25 (9.8)                                           | 6 (2.4)                                            | 0 (0)                                              | 0 (0)                                              | 0 (0)                                              | 0 (0)                                              | 0 (0)                                              | 0 (0)                                              | 0 (0)                                              | 0 (0)                                              | 14 (5.5)                                           | 75 (29.5)                                          |
| 平均降水日数 （≥0.5 mm）                                     | 21.9                                               | 17.1                                               | 15.2                                               | 11.7                                               | 10.1                                               | 11.3                                               | 12.3                                               | 10.5                                               | 12.3                                               | 11.7                                               | 14.6                                               | 20.6                                               | 169.1                                              |
| 平均降雪日数                                                 | 15.1                                               | 12.4                                               | 5.6                                                | 0.3                                                | 0.0                                                | 0.0                                                | 0.0                                                | 0.0                                                | 0.0                                                | 0.0                                                | 0.3                                                | 9.0                                                | 43.1                                               |
| % 湿度                                                       | 74                                                 | 72                                                 | 69                                                 | 68                                                 | 70                                                 | 77                                                 | 79                                                 | 76                                                 | 77                                                 | 74                                                 | 73                                                 | 74                                                 | 74                                                 |
| 平均月間日照時間                                             | 63.0                                               | 81.8                                               | 137.9                                              | 183.9                                              | 208.9                                              | 162.0                                              | 174.3                                              | 207.1                                              | 147.5                                              | 154.8                                              | 109.2                                              | 74.7                                               | 1,705.1                                            |
| 出典：気象庁（平均値：1991年 - 2020年、極値：1883年 - 現在） |                                                    |                                                    |                                                    |                                                    |                                                    |                                                    |                                                    |                                                    |                                                    |                                                    |                                                    |                                                    |                                                    |

## 歴史

### 古代～平安時代
縄文時代から古墳時代にかけての遺跡は比較的多い。
古くは夜見島と呼ばれていた。奈良時代から平安時代にかけて流砂の堆積により米子地域と陸続きとなり、1398年成立の『大山寺縁起絵巻』では弓ヶ浜半島が描写されている。島根半島沖の隠岐島は後鳥羽上皇や後醍醐天皇が流された配流地として知られており、市域でも流罪となった両天皇に関係する伝承が残されている。

### 室町時代～戦国時代
室町時代には島根半島に出雲守護代京極氏の一族である尼子氏が台頭し、応仁・文明の乱においては山名氏との合戦を繰り広げた。戦国時代には兵糧米の陸揚げ地・水軍停泊地として重要な位置を占め、毛利氏をはじめ戦国大名の軍事拠点、政争の地となった。

### 江戸時代
江戸時代には早くから鳥取藩の御番所が置かれ、文化年間以降は御廻米役所や鉄山融通会所も設けられ、安来の鉄を諸国に分配する千石船の往来で賑わった。明治以降は日本海国内航路の要衝として栄え、1896年には貿易港に指定され朝鮮半島の釜山、仁川、元山との大陸貿易も行われた。

### 境港町発足
昭和29年（1954年）7月29日、境町役場において合併調印式が行われた。調印式は県西部地方事務所長（代理）立合いの下で、6人の町村長（境町は松下助役）が合併申請書ならびに調印書に署名なつ印を行い、ここに境港町が発足した。合併申請は8月2日の臨時鳥取県議会に上程可決され、8月10日新町発足の運びになった。

### 境港市発足
合併の段階で市制施行が要望されていたが、人口が2万9746人と規定の3万人をわずかに割っており、市制施行は次期国勢調査の結果を待つことになった。第八回国勢調査は昭和30年（1955年）10月1日実施され、境港町の人口は3万3256人で規定の人口を満たした。これを受けて、1956年4月1日に市制を施行し、境港市が発足した。
近年、環日本海時代の一翼を担う国際貿易港としての整備拡充が進められている。

### 近年のエピソード
1969年、境港市の工事現場で人の左顎の一部とみられる古い骨が発見され、1970年、早稲田大教授の直良信夫は「5万～2万年前の後期旧石器時代の女性」のものと発表した。これは古い地名にちなんで「夜見ケ浜人」と名付けられた。直良はいわゆる明石原人の骨の発見者であるが、明石原人の骨も実際に後期旧石器時代の骨であるかにつき異論が出て疑問視されたまま空襲で焼失したことから、この発表も他の研究者らからはあまり重要視されてこなかった。その後、直良は死去、「夜見ケ浜人」の骨も所在不明となっていたが、2024年に早稲田大の研究室で見つかった。関係者らによれば化石骨のようにずっしりと重いという。これは時代的には新人の骨となるが、実際に後期旧石器時代の人間の化石骨であるか、鑑定結果が待たれている。

## 年表
- 1221年（承久3年）

- 承久の乱により後鳥羽上皇が隠岐へ配流される途上、この地に立ち寄った伝承がある。
- 1471年（文明3年）

- 境松の合戦が発生した。
- 1524年（大永4年）

- 尼子経久が伯耆へ侵攻、伯耆一円は尼子領となった（大永の五月崩れ）。ただし、近年の研究では否定されている。
- 1564年（永禄7年）

- 尼子氏と毛利氏との間で弓浜合戦が勃発し、尼子氏が勝利した。
- 1566年（永禄9年）

- 鈴垂城主亀井秀綱は高松の地で杉原盛重の奇襲を受け、境の地で自害したと伝えられている。
- 1591年（天正19年）

- 吉川広家は出雲3郡・伯耆3郡・安芸1郡および隠岐一国の14万石を領し、米子湊山に築城が開始された。戦国時代末期から江戸時代初期にかけて弓ヶ浜半島の各地に武士が帰農し、開発と村作りが始まった。
- 1780年（安永9年）

- 曲り松村から福定村と改称された。
- 1804年（文化元年）

- 上道村の支村鼻（現・花町）に御回米役所が設置された。
- 1835年（天保6年）

- 境村に鉄山融通会所を設置。
- 1863年（文久3年）

- 境御台場が築かれた。
- 1868年（明治元年）

- 隠岐騒動が起こり中野村出身の鳥取藩士・景山龍造が和解に努めた。
- 1870年（明治3年）

9月 - 境村、上道村支村・鼻（現・花町）が合併し境町になった。
- 1872年（明治5年）

- 境町に人力車が走った。郵便取扱所を設置。
- 1873年（明治6年）

6月 - 血税一揆起こり弓ヶ浜に騒動波及。
- 1876年（明治9年）

8月 - 三菱汽船、神戸→下関→境港→函館間を就航。
- 1883年（明治16年）

1月 - 境町入船町に境測候所開設。
- 1888年（明治21年）

4月 - 上道村に12ヶ町村組合立弓浜高等小学校設立（初代校長村上龍）
- 1889年（明治22年）

10月1日 - 町村制施行により、会見郡境町、渡村、外江村、上道村、下浜村（余子村）、中浜村が発足。
- 1896年（明治29年）

3月29日 - 郡の統廃合により、会見郡から西伯郡に変更。
10月 - 境港が外国貿易港に指定され、神戸税関境支署が設置された。
- 1897年（明治30年）

7月 - 大阪船舶司検所境支所開所（中国海運局境支局の前身）設置。
- 1902年（明治35年）

11月 - 境～御来屋（現 西伯郡大山町）間に鉄道（現 JR境線、山陰線）開通。
- 1907年（明治40年）

- 皇太子（大正天皇）行啓。境港、全国重要港湾（全国で12港）の1つに選定。
- 1911年（明治44年）

- 上道村、町村自治優良につき内務大臣表彰を受けた。
- 1912年（明治45年）

8月 - 島根県八束郡漁民他の入漁を拒絶したことで、弓浜漁民との関係が険悪となった。弓浜町村長対策を協議し、稲賀龍二代表両県漁場紛争解決策を県庁に要請した。この時期に境町には電燈が初めて燈った。
- 1927年（昭和2年）

8月24日深夜 - 美保関事件発生。美保関沖にて日本海軍の連合艦隊が訓練中に事故を起こし、119名が死亡した。その忠魂碑が台場公園に翌年建設された。
- 1932年（昭和7年）

- 境線に余子駅が設置された。この頃から弓浜で白ねぎ栽培が始まった。
- 1935年（昭和10年）

1月12日 - 桜町（現・栄町）の遊廓の料亭より出火「境町大火」となる。全焼338戸。
- 1945年（昭和20年）

4月 - 玉栄丸爆発事故が発生し、山陰地方で最悪の戦災と言われた。
- 1947年（昭和22年）

11月1日 - 外江村が町制を施行し、西伯郡外江町となった。
11月29日 - 昭和天皇の戦後巡幸。境港御台場広場で奉迎が行われた。
- 1952年（昭和27年）

- 境線に中浜駅と上道駅設置。
- 1954年（昭和29年）

8月10日 - 付近の6町村、渡村、外江町、境町、上道村、余子村、中浜村が新設合併し、西伯郡境港町となった。境港町は人口静態統計で29,746人であった。
- 1956年（昭和31年）

4月1日 - 1955年10月の境港町の人口静態統計が33,256人であったことを受け、境港町が鳥取県下で4番目に市制を施行し、境港市が発足した。
- 1957年（昭和32年）

11月 - 境港市自治庁長官表彰。
- 1960年（昭和35年）

5月 - 済生会境港病院起工式。高松宮来境。
- 1962年（昭和37年）

10月 - 神戸植物防疫所境港出張所開所。
- 1965年（昭和40年）

5月 - 昭和天皇、香淳皇后行幸啓。第16回全国植樹祭開催に合わせての訪問で、木工団地、境港外港、市役所等を視察。
- 1966年（昭和41年）

8月 - 皇太子（明仁上皇）夫妻行啓。中海地区新産業都市に指定。
- 1967年（昭和42年）

7月 - 外港埋立地完成。
- 1968年（昭和43年）

1月 - 外港埋立地を昭和町と命名
4月 - 広島入国管理事務所境港出張所開所。
- 1972年（昭和47年）

2月 - 常陸宮夫妻来境。
9月 - 湊町、元町誕生。
- 1975年（昭和50年）

2月 - 誠道町誕生。
- 1978年（昭和53年）

7月 - 皇太子夫妻行啓　新屋町県立工業試験場境港分場と中野町工業試験場「ゆみはま」の浜がすり見学。
- 1978年（昭和53年）

8月 - 北朝鮮から初の貨物船「万景峰号」入港。
- 1979年（昭和54年）

8月 - 佐斐神地区244戸幸神町へ集団移転開始。
- 1981年（昭和56年）

5月 - 麦垣町、財ノ木町、三軒屋町誕生。
8月 - 高松宮夫妻来境。
- 1982年（昭和57年）

2月 - 美保町誕生。
3月 - 礼宮文仁親王、市内の水産施設見学。
- 1983年（昭和58年）

2月 - 清水町、芝町誕生。
4月 - 高松宮を迎え済生会境港総合病院改築竣工式挙行。
- 1985年（昭和60年）

10月 - 昭和天皇行幸　境漁港、山陰アシックス工業を視察。
- 1992年（平成4年）

- 漁獲水揚げ量日本一を記録した。
- 1997年（平成9年）

- 秋篠宮夫妻来境。手づくり郷土賞に水木しげるロードが選出。山陰・夢みなと博覧会開催。
- 1998年（平成10年）

- 皇太子徳仁親王夫妻行啓。
- 2007年（平成19年）

- 世界妖怪協会により「怪遺産」の第1回選定地に境港市が選出された。
- 2009年（平成21年）

- 国際定期貨客船 - DBSクルーズフェリー就航。

## 行政

### 市長
1. 足立実 - 1954年9月5日 - [16]
2. 柏木整一郎 - 1966年9月5日 - [16]
3. 安田貞栄 - 1978年9月5日 - 1989年11月20日[16]
4. 黒見哲夫 - 1989年12月10日 - 2004年6月5日[16]
5. 中村勝治 - 2004年7月25日 - 2020年7月24日
6. 伊達憲太郎 - 2020年7月25日 -

### 助役
1. 松下勇三 - 1954年12月1日 - [16]
2. 福田繁雄 - 1966年12月6日 - [16]
3. 榧野利雄 - 1978年12月4日 - [16]
4. 黒見哲夫 - 1986年12月5日 - [16]
5. 佐々木昭 - 1990年1月6日 - [16]

### 収入役
1. 荒木泰世 - 1954年12月1日 - [16]
2. 景山善次郎 - 1966年12月6日 - [16]
3. 渡辺呤二郎 - 1978年12月4日 - [16]
4. 大田展夫 - 1981年1月17日 - [16]
5. 佐々木周治 - 1986年12月5日 - [16]
6. 南家完治 - 1990年12月5日 - [16]

### 官公庁
- 出入国在留管理庁広島出入国在留管理局境港出張所
- 財務省神戸税関境税関支署
- 厚生労働省広島検疫所境出張所
- 農林水産省神戸植物防疫所境港出張所
- 水産庁境港漁業調整事務所
- 中国地方整備局境港湾・空港整備事務所
- 中国運輸局鳥取運輸支局境庁舎
- 大阪航空局美保空港事務所
- 海上保安庁第八管区海上保安本部美保航空基地
- 海上保安庁第八管区海上保安本部境海上保安部
- 陸上自衛隊美保分屯地
- 航空自衛隊美保基地
- 鳥取県境港警察署

## 経済

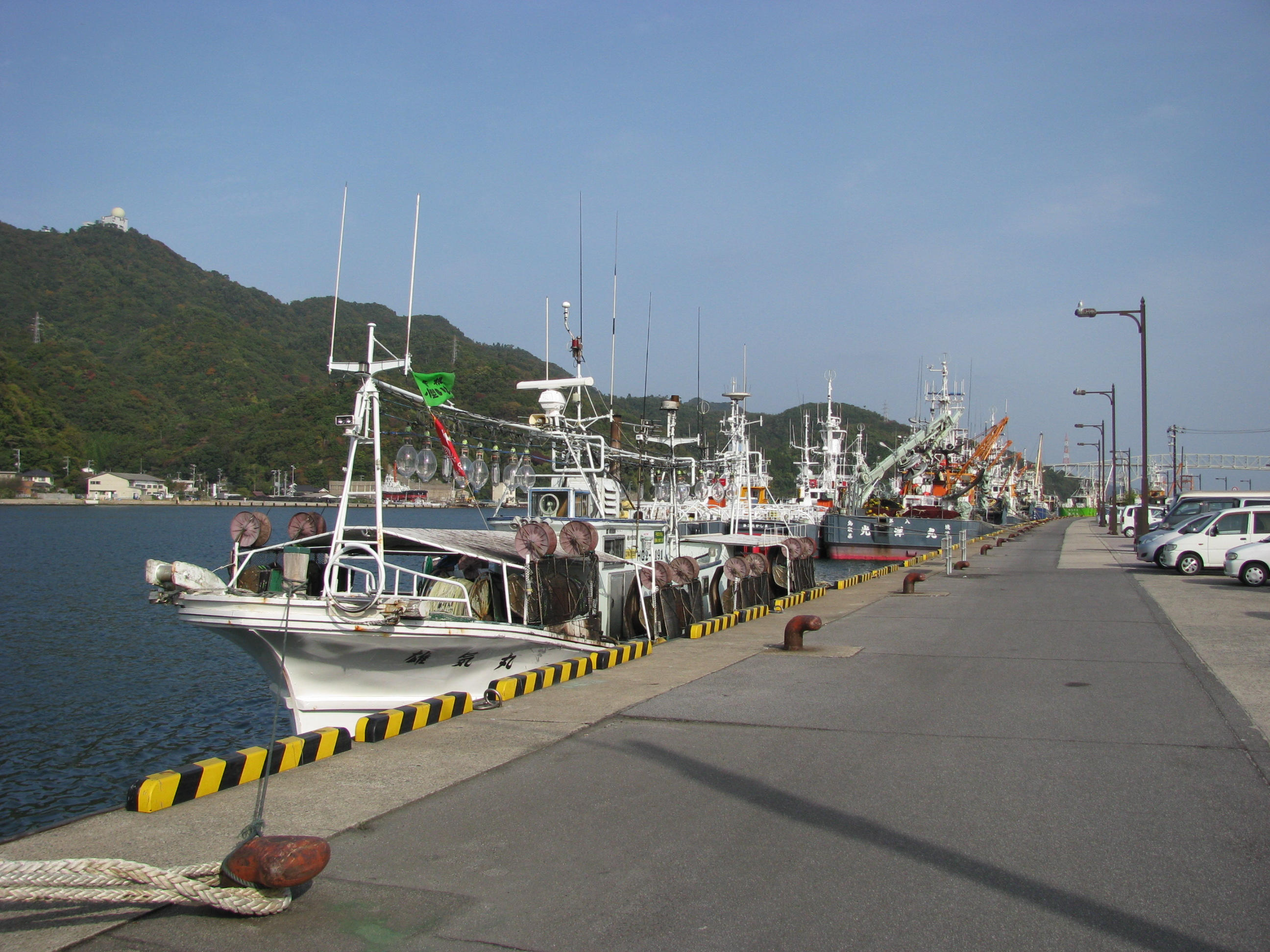
境港に停泊する漁船。境港は日本海側有数の漁港である。

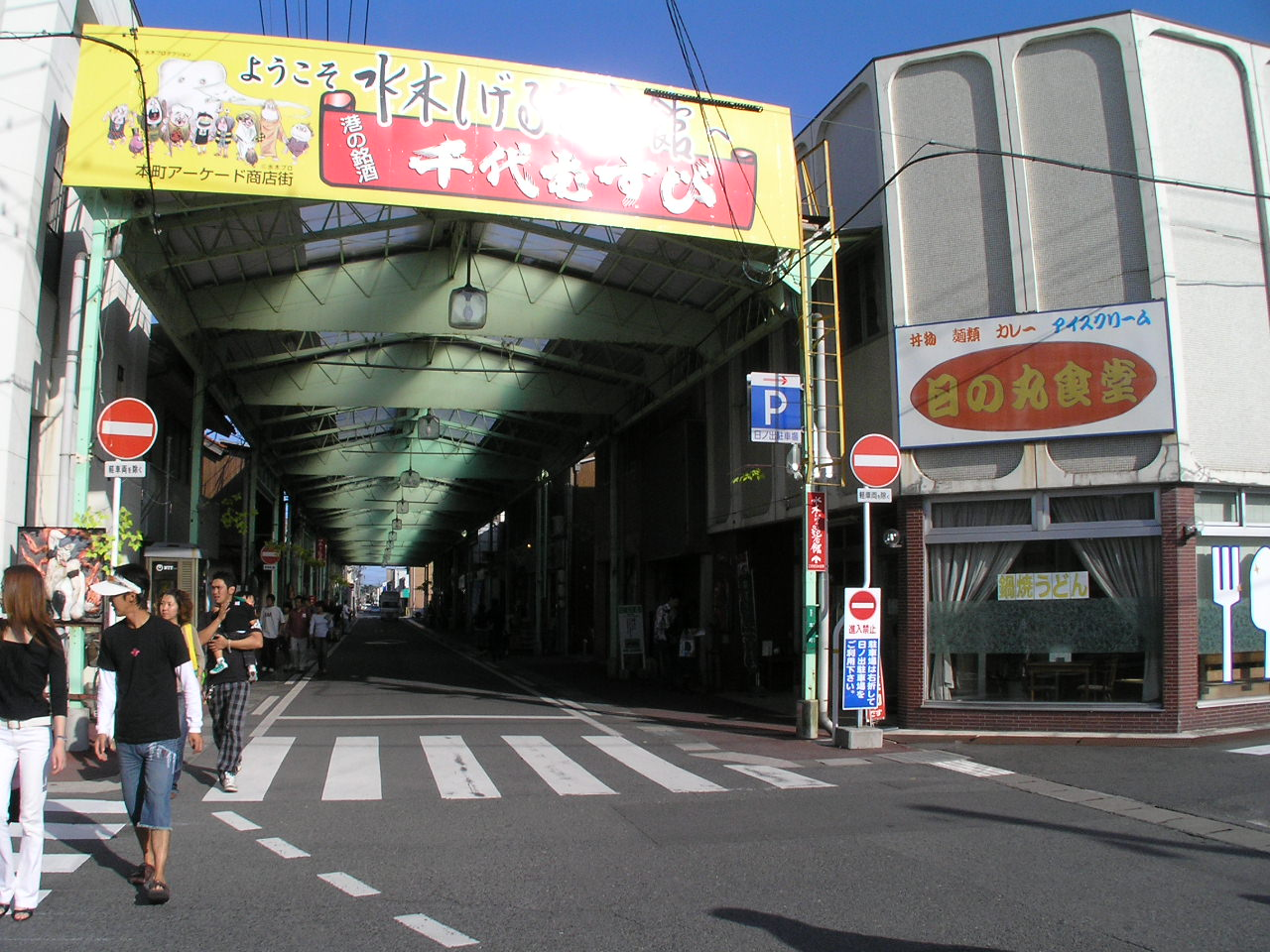
境港本町アーケード商店街。

境港市は、水産資源に恵まれ漁港としても1973年に特定第三種漁港に指定され、商港・漁港として日本海側で有数の港に数えられるようになった。鳥取・島根の中では有数の漁港であり、1992年には漁獲水揚げ量日本一を記録した。なお、イワシ、サバ、アジなどが水揚げされてきた。また、その一方で1946年には重要港湾にも指定され、さらに1966年には境港の背後地一帯が中海地区新産業都市に指定され、臨海型工業開発の拠点的性格を強めている。

### 商工会議所
- 境港商工会議所

### 店・企業

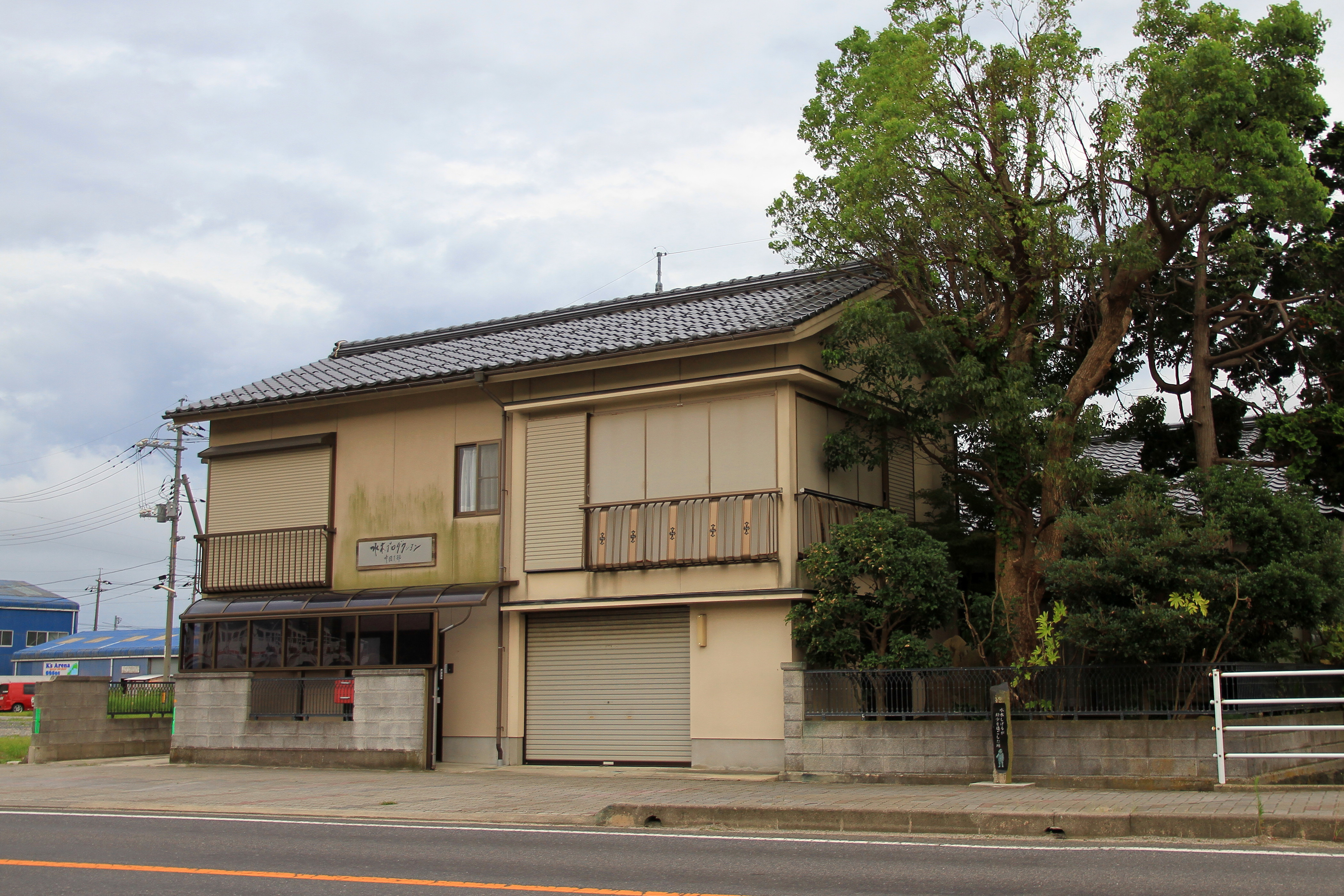
水木しげるが幼少を過ごした地に建つ
水木プロダクション 中国支部

- （株）石橋造船鉄工所
- （有）いけびんストーア
- （有）板倉博商店
- （株）上野水産
- （株）岡田商店
- （株）海産物のきむらや
- （有）柏木精麦製粉所
- （株）門永水産
- （株）カワバタ印刷
- （株）きさらぎ
- 木村産業（株）
- 共和水産（株）
- （株）小林商店
- プラント5境港店
- （有）酒井商店
- 境港魚市場（株）
- 境港海陸運送（株）
- 境港土建（株）
- 境港緑化建設（株）
- （株）さかいみなと貿易センター
- 境港魚凾（株）
- （株）澤井珈琲
- 山陰コンクリート工業（株）
- 山陰冷蔵（株）
- （株）島谷水産
- （株）昭和船具店
- （有）葬仙
- 大幸（株）
- （株）タナカ技建
- （合資）第弐商会
- （有）中西一郎商店
- （株）日新
- （株）大伸水産（現・（株）大新）
- 千代むすび酒造（株）
- 鳥取罐詰（株）
- 堀田石油（株）
- （有）増谷慶一郎薬局
- （有）松本組
- （株）港タクシー
- 水木プロダクション 中国支部

### かつて存在した店・企業
- （株）酒類問屋足統 （現・山陰国分）
- 荒木（名）[18]
- （資）荒木呉服店[18]
- （資）泉商店[18]
- 井東建設（有）
- 岡田汽船（株）[19]
- 境電気（株）[19]
- 境貿易（株）[19]
- 境水産（株）[19]
- （資）境商船回漕店[18]
- 境協栄（資）[18]
- 境勘学（資）[18]
- （名）山陰造船所[18]
- 境製糸（名）[18]
- 里見（名）[18]
- 杉谷（名）[18]
- 加島呉服店
- 八木橋愛信堂
- 香川旅館
- （有）佐古重建

## 姉妹都市・提携都市

### 海外
- 琿春市（Hunchun；中華人民共和国吉林省）

### かつての姉妹都市・提携都市
- 元山市（Wonsan；朝鮮民主主義人民共和国江原道） - 1992年締結、2006年境港市側から一方的に破棄

## 地域

### 教育
小学校
- 境港市立渡小学校
- 境港市立外江小学校
- 境港市立境小学校
- 境港市立上道小学校
- 境港市立余子小学校
- 境港市立中浜小学校

中学校
- 境港市立第一中学校
- 境港市立第二中学校
- 境港市立第三中学校

高等学校
- 鳥取県立境高等学校
- 鳥取県立境港総合技術高等学校

### 医療機関
- 鳥取県済生会境港総合病院
- 医療法人 元町病院
- 池淵医院
- 瀧川医院

## 交通

### 空港
- 米子空港（美保飛行場）

#### 国内線
| 航空会社         | 就航地    |
| ---------------- | --------- |
| 全日本空輸 (ANA) | 東京/羽田 |

### 鉄道
- 西日本旅客鉄道

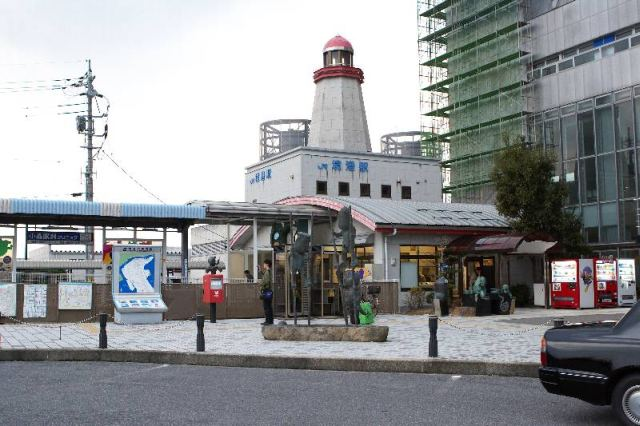
境港駅

  - 境線 米子空港駅 - 中浜駅 - 高松町駅 - 余子駅 - 上道駅 - 馬場崎町駅 - 境港駅

- 中心となる駅：境港駅

### 路線バス
- 日ノ丸自動車
- 一畑バス（隠岐汽船接続バスのみ）
- はまるーぷバス
- 松江市コミュニティバス

### 道路
高速道路は市内に通っていない。中国横断自動車道岡山米子線の終点は境港市とされているが、末端にあたる米子市から北は半世紀以上予定路線区間のまま放置されている。
- 国道431号

### 港湾
- 境港

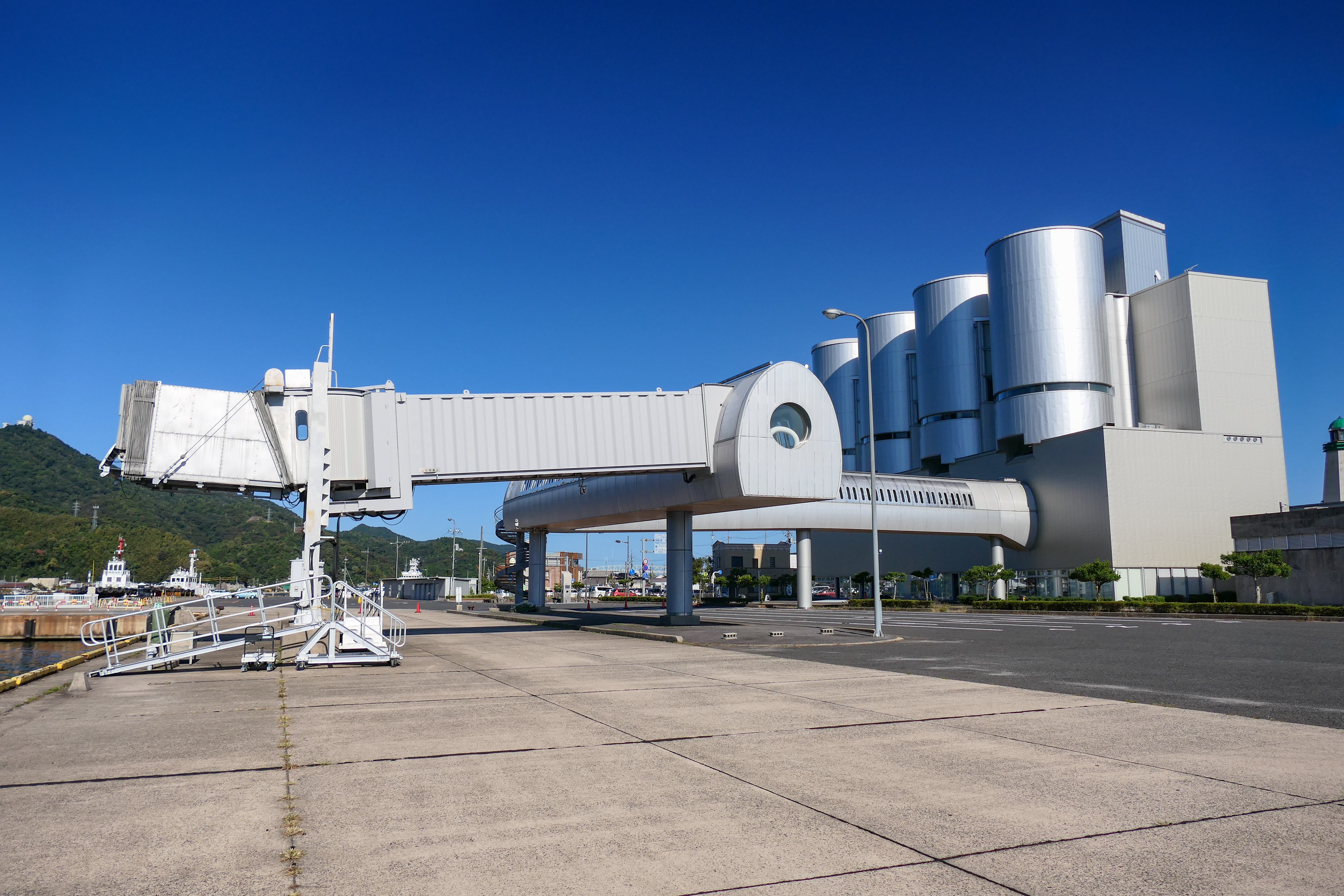
境港

  - 隠岐汽船 : 隠岐諸島へのフェリー・高速船が就航
  - トゥウォン商船：国際旅客ターミナルから 韓国・東海港への国際フェリー

## 情報通信

### 電話番号
市外局番は、0859 となっている。
- 0859エリア-米子市・境港市・日吉津村・大山町（中山地区を除く）・南部町・伯耆町・日南町・日野町・江府町
- 境港電話交換所管轄（42、44、47（0、1、4、6千番台））
- 境港余子電話交換所管轄（45、47（2、3、5、7～9千番台））

### 郵便番号
郵便物の集配は、以下の郵便局が行っている。
- 境港郵便局：684-00xx、684-85xx、684-86xx、684-87xx

## 名所・旧跡・観光スポット・祭事・催事
- 境港市の文化財

国指定文化財
- 鳥取藩台場跡：国史跡、台場跡 境台場跡（花町）
- 面谷家住宅:有形文化財（花町）

県指定文化財
- 西東の「ゴヨウマツ」（渡町）- 西東（サイトウ）とは渡部家の屋号。
- 弓浜絣（ゆみはまがすり）

市指定文化財
- 芋代官碑（外江町）
- 補岩寺の阿弥陀如来座像（外江町）
- 庄司家母屋・茶座敷及び庭園（渡町）
- 渡先賢碑（渡町）
- 門脇重綾遺品（渡町）
- 日御碕神社 社殿（渡町）
- 景山家墓地（中野町）
- 正福寺の地引網絵馬（中野町）
- 正福寺の榧の木（中野町）
- 上道神社社叢（上道町）
- 外江補岩寺毘沙門天像（外江町）
- 瀬崎阿弥陀仏応安四年造仏銘記及び棟札（朝日町）
- 上道稲賀家 うりけん状（上道町）
- 中野佐々木家 ほりあけ状（中野町）
- 清水町のこしき・かまど・土器郡（中野町）
- 財ノ木町の才ノ木（財ノ木町）
- 井田磐山墓とその遺品（小篠津町）
- 恵美須神社の道標石（外江町）
- 北前船船員墓碑群（中野町）
- 大港神社の手水鉢、石鳥居、長明燈一対（栄町）
- 記念碑（山陰鐡道発祥地）（馬場崎町）
- 板碑群（馬場崎町）
- 外江村 下札（外江町）
- 松尾芭蕉の句碑（中野町）

### 神社
- 寄會神社　（新屋町）
- 日御崎神社（渡町）
- 白尾神社（外江町）
- 大港神社（栄町）
- 上道神社（上道町）
- 余子神社（竹内町）
- 幸神神社（幸神町）
- 福定神社（福定町）

### 寺院
- 補岩寺（外江町）
- 光祐寺（馬場崎町）
- 大祥寺（渡町）
- 正福寺（中野町）
- 龍泉寺（小篠津町）
- 大同寺（竹内町）

### 観光
- 水木しげる記念館
- 水木しげるロード
- 海とくらしの史料館
- 夢みなと公園
- 夢みなとタワー
- 境夢みなとシアター
- 夢みなとターミナル
- 環日本海研究室
- 夢みなと交流村

### 温泉
- みなと温泉ほのかみ[21]
- 天然温泉夕凪の湯[22]

### 特産品、名産品等
- 魚
- ベニズワイガニ
- 白ネギ

### 祭り
- 桜まつり（4月）
- みなと祭（7月）
- 境港妖怪ジャズフェスティバル（7月）
- 水産まつり（10月）

### 伝統芸能
- 境港 大漁太鼓 荒神會

### コンサート・コンベンション施設
- 境港市文化ホール（境港シンフォニーガーデン）
- 境港市民交流センター（みなとテラス）

## 出身人物
- 境港市出身の有名人一覧

### 政治家
- 足立実 - 元境港市長、余子村長。
- 足立民一郎 - 元境町長。
- 池淵弥一郎 - 元余子村長。
- 稲賀龍二 - 元上道村長、鳥取県議会議員（議長、副議長）、郡会議員（議長）。
- 景山圭一 - 元境町長、鳥取県議会議員（議長、副議長）。
- 柏木整一郎 - 元境港市長 。
- 木嶋恒太郎 - 元余子村長。
- 黒見哲夫 - 元境港市長。
- 佐賀省三 - 元境港市議会議員。
- 下西文雄 - 元境港市議会議員（議長、副議長）元境港市日朝友好協会会長、元山市との友好都市協定締結に尽力。
- 庄司彦男 - 元衆議院議員、日本アマチュアレスリングの始祖、日本アマチュアレスリング協会を設立。
- 杉谷卓 - 元境町長。
- 富谷千太郎 - 元余子村長。
- 富谷栄 - 元余子村長。
- 広島了輔 - 元境港市議会議員、鳥取県議会議員（副議長）
- 本角寅造 - 元中浜村長
- 本角文蔵 - 元中浜村長
- 安田貞栄 - 元境港市長、元鳥取県議会議員。
- 安田優子 - 元境港市議会議員、鳥取県議会議員。
- 永井貞録 - 元鳥取県議会議員（副議長）。
- 永見林三郎 - 元中浜村長。
- 永見勘太郎 - 元中浜村長、郡会議員。
- 中村勝治 - 境港市長。
- 長山英一 - 元境港市議会議員、日本体育会主催の第7回全国オリンピックに出場し、1500メートル、4分28秒（日本新記録）で第1位。
- 西村忠義 - 元境町長。
- 増谷喬 - 元上道村長。
- 松下道蔵 - 元境町長。
- 松本栄禄 - 元会見郡長。
- 松本節造 - 元渡村長。
- 南直一郎 - 元余子村長、鳥取県議会議員。
- 南光蔵 - 元余子村長。
- 宮本易孝 - 元中浜村長、郡会議員。
- 渡辺朗 - 元静岡県沼津市長、衆議院議員。
- 渡部芳造 - 元衆議院議員。

### 実業家・政治家
- 岡空至 - 元境港市議会議員。
- 岡田洲二 - 元岡田商店社長、境港商工会議所会頭、鳥取県議会議員。
- 加島恵太郎 - 元境町長、鳥取県議会議員。
- 門脇重雄 - 元衆議院議員、鳥取県議会議員（議長、副議長）
- 庄司廉 - 元渡村長、女優司葉子のおじにあたる。
- 庄司保親
- 松下哲成 - 元境町長、郡会議員（副議長）。
- 松本豊 - 松本木材創立、取締役社長、境港商工会議所会頭。
- 山本熊吉 - 元境町長、鳥取県議会議員（議長）。
- 山本亮 - 元境町長。

### 官僚
- 足立盛二郎 - 初代郵政事業庁長官。
- 里見富次

### 実業家
- 足立正 - 元日本商工会議所会頭、王子製紙社長。
- 足立荘 - 日本徴兵保険会社創立。
- 足立龍雄
- 石指集三 - 元丸神海産取締役社長。
- 井東安久 - 井東建設元代表取締役。
- 岡空林太郎 - 鳥取県多額納税者。
- 岡空昇 - 元千代むすび酒造会長。
- 岡田信吉朗
- 面谷誠 - 元面谷合名会社代表社員、境港商工会議所会頭。
- 佐近正晴
- 中本晃 - 島津製作所社長。
- 永井準
- 増谷麟 - PCL創立社長、日本ポリドール社長、ソニー育ての親。
- 増谷慶一郎 - 増谷薬局設立、境港商工会議所会頭。
- 堀啓三 - 元小西六写真工業取締役。
- 由井敢 - 住友電気工業副社長。

### 文化人
- 足立倫行（ノンフィクション作家）
- 井田磐山（書家）
- 植田正治（写真家）
- 佐近益栄（小説家）
- 里見禾水（俳人）
- 杉谷代水（詩人）
- 由木康（牧師） - きよしこの夜訳詞者
- 水木しげる（漫画家）
（本名武良茂、代表作は『ゲゲゲの鬼太郎』、『悪魔くん』、『河童の三平』など）※出生地は大阪府大阪市住吉区。
- はりたつお（画家・イラストレーター）

### 医師
- 池淵家
- 井田武雄
- 稲賀幸
- 景山粛 - 景山家は代々郷土の医学と教育の分野に大きな影響を与えた。
- 景山良斎
- 三宅俊一郎
- 瀧川家
- 渋山寿
- 村上麗碩
- 佐古秀斎

### 教育者・学者
- 生住昭人 - 元広島文教女子大学教授
- 黒田正巳 - 熊本大学名誉教授
- 小中正 - 鳥取大学教授
- 小泉典子 - 元相模女子大学長
- 佐中壮
- 根平武雄
- 根平邦人
- 足立正 - 元養良高等小学校長
- 生住正信 - 元外江中学校長、尚徳中学校長
- 景山道遠
- 鹿島平堂（俳人）
- 佐中廉 - 元境小学校長、余子小学校長
- 村上龍 - 元境小学校長、弓浜高等小学校長、私立米子高等女学校長
- 吉灘好栄

### 芸能人
- あらきゆうこ（ミュージシャン、ドラマー） - migu
- 上田まりえ - タレント、元日本テレビアナウンサー
- 小野ヤスシ（本名・泰）- タレント
- 司葉子 - 女優（旧姓庄司）
- 宮川大助 - 漫才師（本名は松下孝美）
- 小鉄和広 - バス歌手
- みょーちゃん - 松竹芸能のお笑いタレント
- 山田美鈴 - 声優
- 永瀬匡 - 俳優

### スポーツ
- 門脇誠一郎（柔道家）
- 阿部信文（柔道家）
- 木下桂（サッカー選手。指導者）
- 大部由美（女子サッカー選手。元サッカー日本女子代表）

### その他
- 大田祐樹（山陰放送アナウンサー）
- 谷口篤史（山陰放送アナウンサー）
- 結城豊弘（読売テレビ報道局兼制作局部長待遇チーフプロデューサー、元アナウンサー、境港市観光協会会長）
- 今小路範成（志士）
- 門脇重綾（志士） - 明治維新の創業に貢献し、新政府の弾正大忠、教部大丞などを歴任した。
- 景山龍造（志士）
- 佐善元立（志士）
- 藤本光清（体育家） - ラジオ体操の考案者の1人。
- 村田吉重（篤農家）（旧姓武良、幼名千代松）
- 渡辺公甫（華道家）
- 長山六郎（宗教家）

### ゆかりある人物
- 相澤英之（官僚、政治家） - 妻は渡町出身の女優・司葉子である。
- 手島栄（官僚、政治家） - 妻は上道出身の政治家稲賀龍二 の孫。
- 石橋弘（実業家、政治家） - （株）石橋造船鉄工所代表取締役、境港市議会議員。
- 櫻内幸雄（実業家、政治家） - 幼年期を境町ですごす。
- 田部長右衛門 (23代)（実業家、政治家） - 元渡村長庄司廉はいとこ
- 藤原銀次郎（実業家、政治家） - 妻は境町出身。
- 森田隆朝（医師、政治家・元米子市長） - 幼少期居住していた。
- 前原誠司（政治家・日本維新の会） - 父は境港出身。
- 庄司栄三郎（政治家） - 元渡村長
- 野坂寛治（政治家・元米子市長） - 元境町長。
- 渡辺周（政治家） - 政治家の渡辺朗を父に持つ。
- 足立壽惠雄（実業家） - 実業家の足立正を父に持つ。
- 板倉周二（実業家） - 鳥取缶詰会長。
- 板倉乾（実業家） - 鳥取缶詰会長。
- 栢木節蔵（海運業者）
- 米田哲也（野球選手） - 境高校卒。
- 福山雅治（歌手） - 写真家植田正治との交流。
- 米村所平（鳥取藩士） - 弓ヶ浜半島への水路開削を提案。
- 丸谷拓也（サッカー選手） - 境高校卒。
- 重成俊弥（サッカー選手） - 境高校卒。
- 住田貴彦（サッカー選手） - 境高校卒。
- 堀天外